# 22899 Alconrad
22899 Alconrad este o planetă minoră (asteroid), cu un diametru de 5,682 km, din centura de asteroizi. A fost descoperită pe 11 octombrie 1999 la Zvjezdarnica Višnjan⁠(d) de Korado Korlević. 
Obiectul prezintă o orbită caracterizată de o semiaxă mare de 2,845378 UAi, o excentricitate de 0,08, o înclinație de 2,88184 ° în raport cu ecliptica.